# Onbevlekt Hart van Mariakerk (Koningslust)

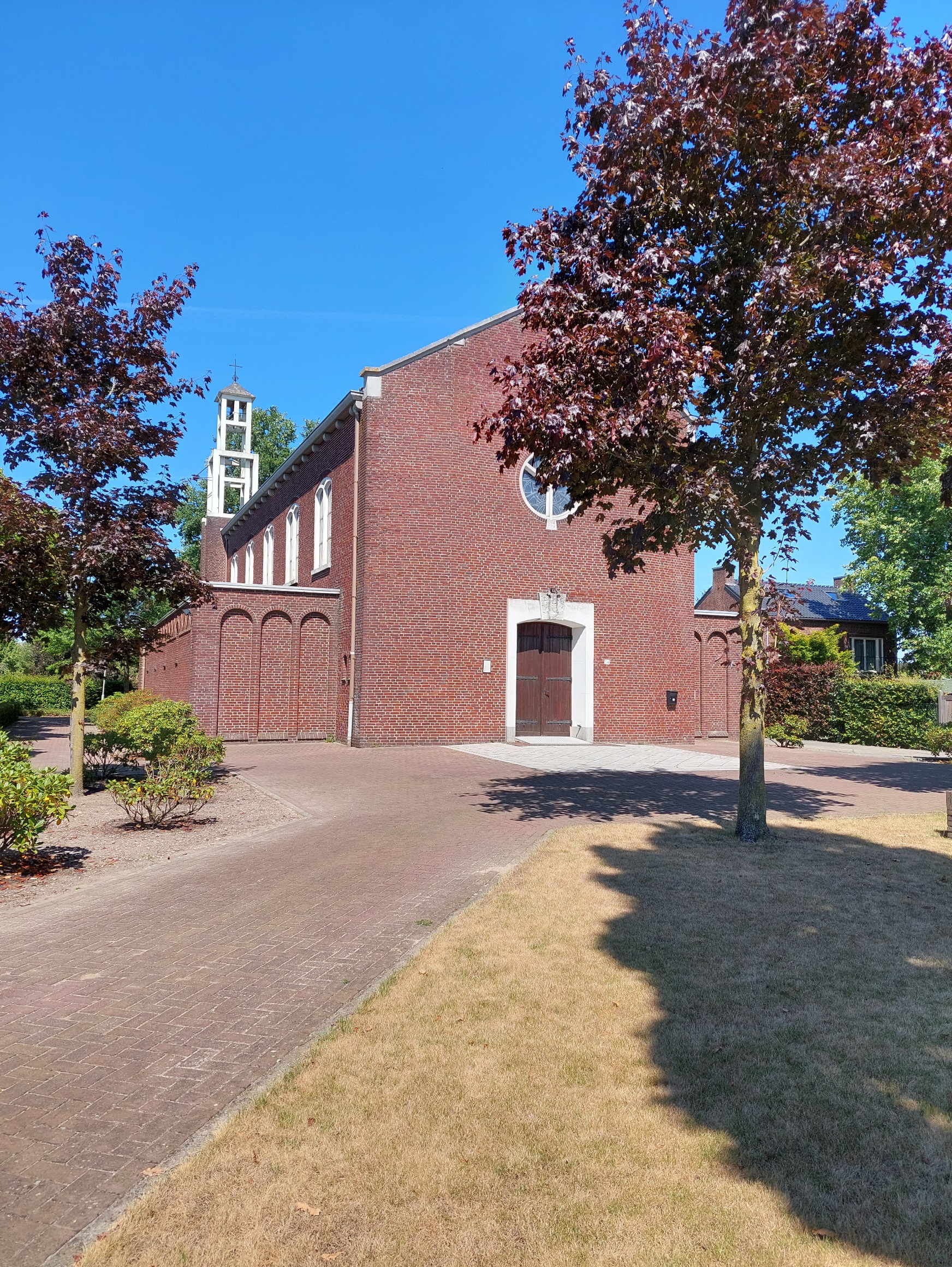
Onbevlekt Hart van Mariakerk (Koningslust)

De Onbevlekt Hart van Mariakerk is de parochiekerk van Koningslust, gelegen aan Poorterweg 54, gelegen in de Nederlandse gemeente Peel en Maas.

## Geschiedenis
Aanvankelijk kende Koningslust geen parochiekerk. De kapel van het Sint-Jozefklooster diende als kerk. In 1870 werd de Sint-Antoniuskapel gebouwd, verbonden aan Huize Koningslust, een tehuis voor psychiatrische nazorg. Reeds in 1941 werd een verzoek tot de stichting van een parochiekerk gedaan. Het dorp groeide immers, maar door de oorlog duurde het tot 1947 voordat een rectoraat werd gesticht. De kerk kwam echter pas in 1955 gereed en lag midden in het land, maar er ontwikkelde zich een nieuwe dorpskern om deze kerk heen. Ook de school bevindt zich tegenover de kerk. Architecten waren Frans Stoks en H. de Bruyn.

## Gebouw
Het betreft een sober bakstenen gebouw onder zadeldak, gebaseerd op de basilicastijl welke in de Wederopbouwtijd vaak werd gehanteerd. Het verhoudingsgewijs hoge middenschip heeft lage zijbeuken met plat dak, de door pilaren met bogen gescheiden zijn van het schip. Het plafond is vlak. Het vlak afgesloten koor is door een triomfboog afgescheiden van het schip. Boven de toegangsdeur bevindt zich een rond venster.
Aan de koorzijde is een klokkentoren aangebouwd, de klokken hangen in een open betonnen ruimte.